# Éditions Honoré Champion
Éditions Honoré Champion ist ein traditionsreicher französischer Verlag mit Sitz in Paris.
Der Verlag wurde 1874 von Honoré Champion gegründet und unterhielt lange Zeit eine Verlagsbuchhandlung am Quai Malaquais. 1973 wurde der Verlag an das schweizerische Verlagshaus Slatkine verkauft. Das Verlagsprogramm ist auf die Publikation wissenschaftlicher Literatur spezialisiert. Themenschwerpunkte liegen auf der Literaturgeschichte, der vergleichenden Sprach- und Literaturwissenschaft sowie der Geschichte.